# Chamarrita
La Chamarrita può fare riferimento a due diversi tipi di musica e danza, uno delle Azzorre in Portogallo e uno del Río de la Plata, regione del litorale del nord dell'Argentina, dell'Uruguay e del sud del Brasile.

## LaChamarritadelle Azzorre
La chamarrita delle Azzorre è una danza con un ritmo di 3⁄4 suonata tradizionalmente sul violino con o senza accompagnamento.
Sebbene la sua origine provenga dalle Azzorre e da Madera, la Chamarrita è diffusa anche in Brasile grazie ai coloni delle Azzorre che arrivarono in Brasile nel XVIII secolo. Tuttavia è spesso conosciuta come Chimarrita dai brasiliani del Rio Grande do Sul. Si sospetta che il cambiamento delle vocali sia un errore non intenzionale dei nativi. La danza è anche popolare a Santa Catarina, Paraná e San Paolo dove ha subito cambiamenti influenzati dal valzer.
Gli strumenti comprendono spesso la chitarra, l'armonica a bocca e la fisarmonica. I ballerini, di solito in coppia, indossano autentici abiti da gaucho che riflettono la cultura delle Azzorre. La danza stessa è una danza vivace fatta in un cerchio. C'è un chiamante che indica con il canto le direzioni a tutti i ballerini. Le coppie di ballerini si riuniscono in file opposte, avvicinandosi e allontanandosi mentre la musica procede. Quello che segue è un esempio di versetto di Chamarita con la traduzione italiana.
Nã tem nada que aprender,

E andar comum pé no ar

E outro no chão a bater.

Quero cantar e bailar

Com a moca mais bonita

Bater o pé no terreiro

Dar voltas a Chamarrita»
Ha poco da imparare di più

Allora, solleva un piede in aria,

Batti l'altro sul pavimento!

Voglio cantare e ballare

Batto il piede a terra

Ballo con la ragazza più carina

In un giro di Chamarrita»
()

### LaChamarritanei Guinness World Records
Nel 2015 il Câmara Municipal da Madalena, un ufficio governativo sull'isola delle Azzorre di Pico, ha organizzato la più grande danza popolare portoghese nella speranza di promuovere la loro città natale e le loro tradizioni. Ben 544 persone hanno partecipato alla danza a coppie formando un gigantesco cerchio situato nello stadio della città. Un membro del Municipio di Madalena ha dichiarato: "È con grande orgoglio che celebriamo il conseguimento di questo record. Orgoglioso di sapere che in questo modo le nostre tradizioni sono rispettate, rinnovate e proiettate nel futuro".”

## Chamarritalitorale
È stato ipotizzato che la chamarrita della regione del Rio de la Plata discenda dalla chamarrita delle Azzorre, ma non ci sono prove conclusive di ciò.